# 汪日密约
《汪日密约》，也被称为《日汪密约》，是1939年汪精卫等人与日本签订的秘密条约，包括《日支新關係調整要綱》及其附件。关于《日支新關係調整要綱》现存多种翻译，包括《中日新关系调整纲要》、《日华新关系调整纲要》等。
密约由《要纲》及2项别纸内容、8项秘密谅解事项、3项另册机密事项组成，别纸一为《日支新关系调整的基本原则》，别纸二为《日华新关系调整的具体原则》。秘密谅解事项包括汪精卫所将要建立的新政府与中华民国临时政府、中华民国维新政府之间的关系等内容。另册机密谅解事项涉及日本驻军地域、垄断华北铁路事业、华南沿海岛屿军事机密等内容。
密约经由叛逃之高宗武同陶希圣在香港《大公报》上曝光，引发轰动。

## 背景
1937年底，德国外交介入中日战争，企图进行调停，未果。中日断交，近卫文麿发表声明，指不将重庆作为中日谈判之对象。1938年，中华民国外交官高宗武私自行动，秘密到访日本，与新上任的陆军大臣板垣征四郎等秘密会谈，引发蒋介石愤怒，汪精卫获得身边人之支持以进行对日谈判。
1938年6月，汪精卫的代表团在东京对日方提出《对中国实行尊重中国主权原则的希望》《有关新中央政府财政问题对日本方面的希望》及《希望日本方面考虑之种种事项》等文件。这些建议包括限制日方在中国新中央政府中的政治影响力，特别是反对设立任何可能引发中国民众对日干预疑虑的政治顾问职位，同时建议避免在行政部门聘用日本国籍人员。此外，汪方建议成立一个包含日、德、意三国专家的军事顾问团，由中国中央政府负责确定其权力和职责范围。随着中央政府搬迁至南京，他们希望看到日本军队的有序撤离，并将控制权交还中国军队。经济层面上，汪精卫强调了日军需返还所有没收的自然资源和企业，包括林地、工厂、矿场及商铺，并要求对这些资产进行重新评价。在财政方面，他要求恢复上海关税及苏浙皖三省的统税和盐税收入，以保障中国的财政独立和经济权益。
1938年11月，高宗武、梅思平与日本军方之代表影佐祯昭、今井武夫进行秘密谈判。秘密谈判异常艰辛，除有名无实的日本撤军期限外，中方要求均被拒绝，最终于11月20日签订《日华协议记录》和《日华协议记录谅解事项》，即《重光堂密约》。密约规定：
1. 中日签订防共协定，以内蒙为特殊防共地区，允许日本驻军；
2. 中国承认满洲国；
3. 日本废除在中国的治外法权，归还在华租界；
4. 中日展开经济合作，在开发利用华北资源方面予以日方便利；
5. 日本不要求战争赔偿，但中国需要赔偿日本侨民因战争引致的损失；
6. 待和平恢复，日本在两年内撤军。

11月27日，梅思平经由香港返回重庆向汪精卫复命，与汪精卫、陈公博、陈璧君、陶希圣会谈。汪精卫直呼为卖国条约，其妻子陈璧君却以满洲、内蒙、华北并非己方葬送，仅承认既成事实尔，规劝汪精卫接受条约。会上人等以为《重光堂密约》中“尊重中国主权、撤销日本法外治权、考虑归还租界、不要求军费赔偿、两年内完成撤兵”等条款可以接受，要求梅思平回香港与日本人继续谈判，并安排汪精卫经由安南脱离蒋介石的国民政府，发表艳电，引发轰动。

## 起草过程
1939年8月22日，日本政府在上海设立以影佐祯昭为核心的影佐机关，以帮助汪精卫建立新政府，因位于上海北四川路梅花堂内，又被称为梅机关。梅机关的成员为陆军省、海军省、外务省、兴亚院等各机构代表，谷萩那華雄、须贺彦次郎、矢野征记、清水董三、犬养健等人参与其中。兴亚院、陆军省、海军省、外务省、大藏省等官员随即开始草拟谈判条约，并于10月初推出日中新关系之草案，随后经由首相、陆相、外相、海相、藏相、兴亚院总务长官、政务部长等审议通过，最后由起草者堀场一雄和平井勇两中佐亲自送给影佐禎昭。
10月30日，兴亚院联络委员会通过决议，认为成立新的中国中央政府之前，应该首先调整日中关系，中国方面应当就此与日方对新关系之原则先行谈判。
影佐祯昭对草案内容感到震惊。条约草案除了《重光堂密约》所规定外，还附加了不少条款，如将晋北十三县划入蒙疆范围，华北政务委员会权限扩张，重要铁路委任日本方面经营，防共永久驻兵区域扩张，规定对海南岛的权益等，远远超乎《近卫声明》之范畴。梅机关的清水董三及其他几人也向他表示，如果以此草案为基础与汪精卫谈判，会令人怀疑日本的信义，对日本极为不利。即使汪精卫接受，对和平运动不见得会奏效。因此，他们主张将草案送回东京，请当局重新考虑。但影佐认为送回不妥，主张不如将草案原封不动地作为拟订方案向汪提出，以此案为基础进行谈判，目的只是一种试探，必要时再作某些让步。
出乎影佐等人意料的是，汪在收到关于谈判基础的来信和阅读了草案之后，竟然致信影佐同意以日本的方案为基础进行谈判。汪的回信表达了对近卫声明宗旨有相当差异的遗憾，但对以该方案为基础进行谈判表示无异议，希望以诚相待，和睦相处，共同审议东亚问题。

## 谈判过程
1938年11月1日起，展开七轮正式会谈以及影佐祯昭和周佛海之间的非正式会谈，首先举行非正式会谈，然后再举行正式会谈，但遇到分歧时再进行非正式会谈。汪精卫没有直接加入这些谈判，而是指派了周佛海、梅思平、陶希圣和周隆庠作为谈判代表，其中周佛海担任团队的领头人。11月9日第五轮谈判时，团队中新增了林柏生。负责与汪方谈判的日本代表由梅机关的影佐祯昭领衔，团队还包括须贺彦次郎大佐、犬养健众议员等人，后期还加入了扇一登、小池、片山少佐等。至于海南岛议题，则是陈公博与日本海军的须贺彦次郎进行了特别谈判。
谈判保密进行，最初设在虹口的六三花园，后改至愚园路1136弄，日军把王伯群的私人住宅及周围的房屋全部移交给汪方作为住所，并由丁默邨、李士群等一百多名武装特工日夜守卫。会谈基于日方起草的《中日新关系调整纲要》及其附件进行，这些文件的内容超出了之前的《重光堂协议》和近卫声明，让周佛海、陶希圣和梅思平等人感到震惊。梅思平指出，虽然日本的要求在预料之中，但提议内容的广泛性令人吃惊。陶希圣强调，目标是达成中日和平并组织新政府。他认为，只要汪精卫领导的和平运动能够推翻重庆政府，且民众能接受，中日关系的调整就有望成功。
周佛海建议，未来谈判应基于《重光堂协议》、《近卫声明》以及本年6月的在东京会谈中所涉及内容，希望以后避免重提这些文件中的矛盾，为此与日本方面有过激烈争斗。在七轮的官方谈判及非正式谈判后，尽管双方在关键议题上取得了共识，仍旧在一些细节上存在争议，包括蒙疆与华北边界划分、华北政务委员会的职权范围、军队撤退与驻守安排、交通与通信基础设施的管理、以及海南岛和其他特定地区资源开发等方面。因此，汪精卫主动邀请影佐至其住所进行深入对话。汪精卫表达了对日方提案与近卫声明相去甚远的担忧，指出当前双方的分歧严重影响其和平努力的成效，并建议暂停谈判及政府成立的进程。影佐立即反对，解释说他还未完全了解日本政府对这些争议问题的终极立场，因此认为没有必要对谈判持悲观态度，并鼓励汪精卫继续推进政府成立的议程，同时承诺将致力于斡旋。
11月16日，影佐回到东京，向陆军高层及相关领导报告了谈判的进展，并提出签订秘密条约的目的是为了向重庆政府及中国民众明确日本的立场，希望通过此举消除他们对日本侵略性的疑虑。他强调，虽然条约表面上与汪精卫签署，但实质上是针对重庆政府和中国大众的。尽管如此，泽田茂和其他官员坚持即使是对重庆政府，日方的要求也不应有所妥协，对汪精卫的条件更是如此。陆军部长最终指示影佐，必须确保谈判取得成功，不论采取何种手段。
影佐在返回上海之后，根据日本政府的指示，在与汪精卫方面的谈判中采取了灵活策略。他们一边坚持日方的硬性条件，不给予任何让步；另一边则调整了策略，例如取消了派遣政治顾问的计划，转而只派遣军事顾问，这些顾问同时负责政治和军事领域的顾问工作。这种策略最终促使汪方在多个问题上妥协。特别是在海南岛问题上，这是在日本兴亚院会议所决定的草案之外，单独由海军省向须贺彦次郎少将下达了特别指令，在12月18日至24日内，通过与陈公博进行六次会谈，最终使汪方接受了日本海军的要求。

## 签订过程
12月26日，汪精卫在愚园路的住所召集了陈公博、周佛海、陈璧君、梅思平、林柏生、褚民谊、陶希圣、高宗武、罗君强、叶蓬、楊揆一等人开会，对密约进行了审议并一致通过。随后，在12月30日，双方代表在协议文档上正式签字。代表汪方签字的包括周佛海、梅思平、林柏生和周隆庠；代表梅机关签字的则包括陆军代表影佐祯昭、海军代表须贺彦次郎、外务省和兴亚院代表书记官矢野征记以及民间代表众议员犬养健。

## 条约内容

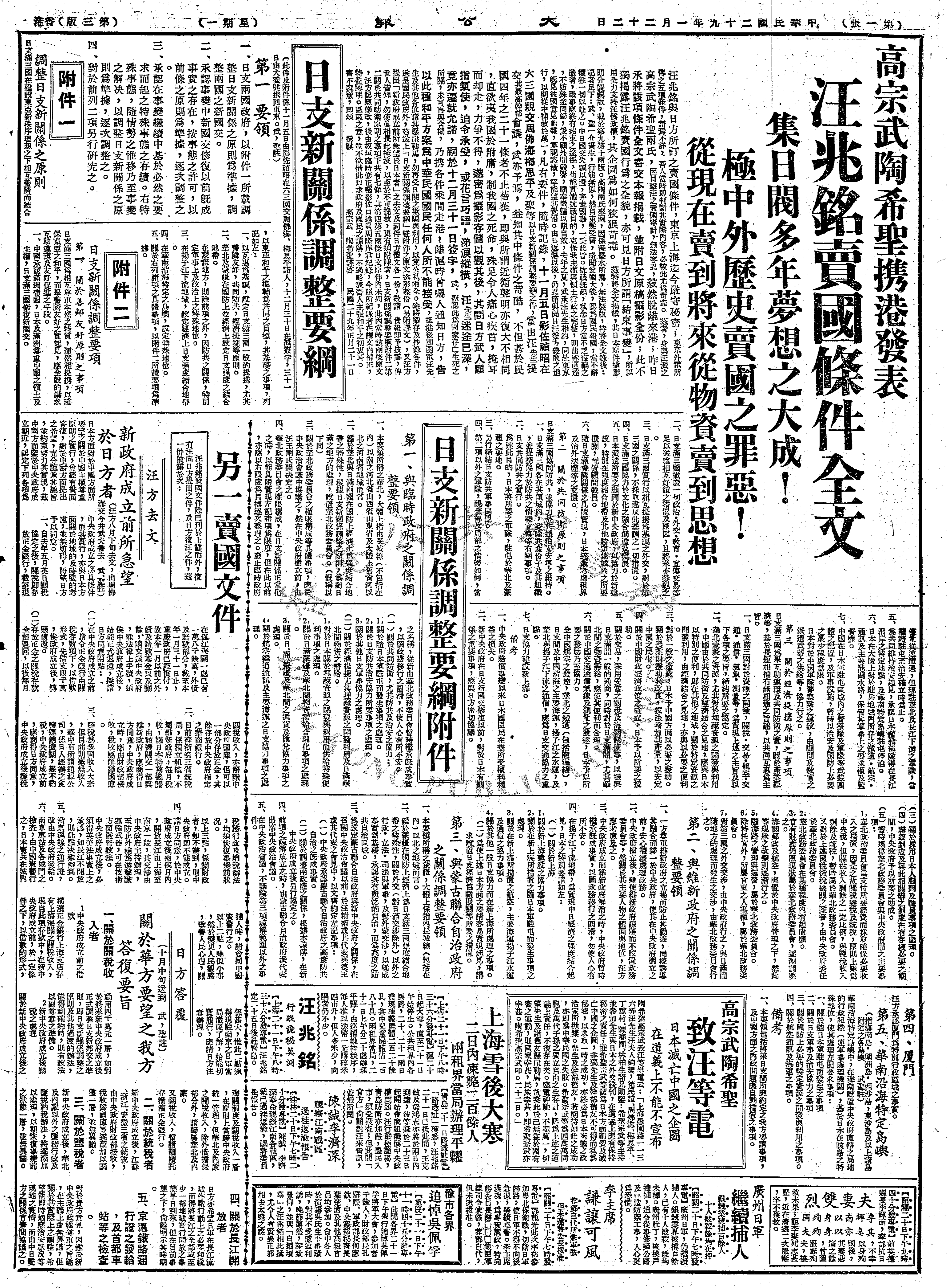
《大公报》刊载条约全文

条约内容通过满洲独立、蒙疆半独立、华北自治、控制华中、渗透华南等举措，为分裂中国埋下伏笔。这份协议书由《要纲》及2项“别纸”内容、8项“秘密谅解事项”、3项“另册机密事项”组成。主要内容包括：“要纲”规定了日华两国政府以“别纸”日华新关系调整的原则为准则，调整新国家关系；新政府继承既有政府经办事项；双方对事变进程中可能存在特殊事态予以谅解。
别纸一是《日华新关系调整的基本原则》，内容包括承认满洲国，按照“善邻友好、共同防共、经济提携”原则处理国家间关系；将华北及蒙疆地区作为日华国防及经济上的“紧密合作地带”；在长江下游地带，要求汪精卫将以上海为核心的长江下游经济纳入日本战时经济的体系；日华应在军事上紧密合作，同意日本在军事上控制使用厦门、海南岛等华南岛屿。
别纸二是《日华新关系调整的具体原则》，具体规定了处理日、华、满三国关系的要求，包括承认满洲国、协调外交等内容；共同防共，包括铲除各自国内共产党、日本在华蒙疆及华北驻军等内容；经济提携，包括掠夺中国资源等。
秘密谅解事项涉及汪精卫即将组建的政府与临时、维新等既成政府的关系、金融财政、经济、交通、长江下游地区的日华合作、聘用日本顾问、尊重中国主权等内容。另册机密谅解事项涉及日本以“防共”为名在华驻兵的地域、垄断华北铁路事业、华南沿海岛屿军事机密等内容。

## 媒体曝光
谈判期间，高宗武、陶希圣兩人發現日方提出的《日支新關係調整要綱》條件苛刻。谈判过程中，陶希圣致信汪精卫与周佛海，请求不再参加谈判，未获允。高宗武劝告汪精卫不要签字，未果。此外，高宗武还得知，新政府中自己仅作为外交次长，心怀不满。1939年春，高宗武在日本长崎与黄群接洽，由黄群代为表达叛逃意愿，杜月笙则要求偷出密约，并向蒋介石报告。陶希圣则在妻子万冰如以全家人性命威胁下，决意出走。签字当夜，高宗武去陶希圣家中探访，得知陶希圣决定出走，遂决定一同出走。1940年1月4日，经由杜月笙安排，两人登上美国轮船“胡佛总统号”，秘密抵达香港。抵达香港后，高宗武将密约副本交予杜月笙。1940年1月，香港《大公报》独家刊载后，销量大增。:23022日，香港版不得不加印。密约内容在日本占领区以及国内外广泛传播，引发对汪精卫集团之声讨。